# Konsulat Generalny Niemiec w Szczecinie
Konsulat Generalny Niemiec w Szczecinie (niem. Generalkonsulat der Bundesrepublik Deutschland in Stettin) – niemiecka placówka konsularna działająca w Szczecinie.

## Historia

### w okresie NRD
Urząd w randze Konsulatu Generalnego funkcjonował w okresie lat 1975–1990, z lokalizacją w budynku z 1924 przy ul. Królowej Korony Polskiej 31.
W latach 1980–1990 w konsulacie mieściła się miejscowa komórka Grupy Operacyjnej Warszawa Stasi.

### w okresie RFN
Po upadku NRD w 1990, budynek stał się siedzibą konsulatu generalnego RFN (-2000). Od 2001 ma w nim swoją siedzibę Wydział Rejestrowy Sądu Rejonowego w Szczecinie.
Obecnie akredytowany jest w Szczecinie Konsulat Honorowy.

## Kierownicy konsulatu

### w okresie NRD[1]
- 1974–1980 – Dieter Storch, konsul generalny
- 1980–1984 – Herbert Schlage, kons. gen.
- 1985–1990 – Heinz Hanisch, kons. gen.
- 1990 – Erhard Sachs, konsul
- 1990 – Dieter Storch, konsul gen.

### w okresie RFN[3]
- 1991–1992 – Rainald Roesch, kons. gen.
- 1993–1996 – Gregor Koebel, kons. gen.
- 1996–2000 – Klaus Ranner, kons. gen.

## Kierownicy ekspozytury Grupy Operacyjnej Warszawa Stasi[1]
- 1982–1983 – mjr Edgar Wienert, konsul
- 1983–1985 – mjr Werner Müller[4]